# Gerald (Missouri)
Gerald és una població dels Estats Units a l'estat de Missouri. Segons el cens del 2000 tenia 1.171 habitants.

## Demografia
Segons el cens del 2000, Gerald tenia 1.171 habitants, 474 habitatges, i 327 famílies. La densitat de població era de 322,9 habitants per km².
Dels 474 habitatges en un 34% hi vivien nens de menys de 18 anys, en un 54,4% hi vivien parelles casades, en un 9,1% dones solteres, i en un 31% no eren unitats familiars. En el 25,7% dels habitatges hi vivien persones soles l'11,4% de les quals corresponia a persones de 65 anys o més que vivien soles. El nombre mitjà de persones vivint en cada habitatge era de 2,47 i el nombre mitjà de persones que vivien en cada família era de 2,97.
Per edats la població es repartia de la següent manera: un 26,8% tenia menys de 18 anys, un 7,8% entre 18 i 24, un 29,9% entre 25 i 44, un 20,5% de 45 a 60 i un 15% 65 anys o més.
L'edat mediana era de 36 anys. Per cada 100 dones de 18 o més anys hi havia 93,9 homes.
La renda mediana per habitatge era de 29.095 $ i la renda mediana per família de 35.000 $. Els homes tenien una renda mediana de 28.194 $ mentre que les dones 21.971 $. La renda per capita de la població era de 14.095 $. Entorn del 6% de les famílies i el 10,6% de la població estaven per davall del llindar de pobresa.

## Poblacions més properes
El següent diagrama mostra les poblacions més properes.